# آغورآباد
آغورآباد یکی از روستاهای استان آذربایجان شرقی است که در دهستان اوجان غربی بخش مرکزی شهرستان بستان‌آباد واقع شده‌است.این روستا ۳۳۶ نفر جمعیت دارد.